# Dan Ryan Branch
La Dan Ryan Branch est un tronçon du métro de Chicago situé dans le sud de la ville. Il est exploité par la ligne rouge après sa sortie au sud du State Street Subway.

## Historique
L'expansion d'après-guerre du 'L' a pris la forme de trois lignes construites dans les terre-pleins d'autoroutes ; la première fut la Congress Branch et après son lancement considéré comme une véritable réussite, il fut décidé en 1958 de travailler sur deux autres nouvelles lignes, une au sud dans la médiane de la Dan Ryan Expressway et une deuxième au nord-ouest dans la médiane de la Kennedy Expressway vers l'aéroport international O'Hare.
La Dan Ryan Branch a été construite, à la demande de la Chicago Transit Authority (CTA), par le cabinet d'architectes Skidmore, Owings and Merrill entre 1967 et 1969 pour un budget total de 38 millions de dollars et fut le premier des deux tronçons à ouvrir.
De Cermak-Chinatown sa première station, elle passe sous les supports du viaduc de la Stevenson Expressway entre 28th Street et 30th Street avant de rejoindre toujours au niveau du sol, la médiane de la Dan Ryan Expressway.
Lors de son ouverture le 28 septembre 1969, elle fut connectée à la Lake Branch via l'Union Loop et la South Side Main Line.
Elle connut immédiatement un grand succès de foule transportant à la fin de l'année 1970, 99 000 passagers par jour soit 10 % de plus que les prévisions. Son ouverture eu néanmoins un effet néfaste puisque même si le but n'était pas de remplacer la South Side Main Line et ses deux extensions de Englewood et Jackson Park, la Dan Ryan Branch a directement entrainée une diminution de la fréquentation du nombre de passagers sur sa voisine.
En effet, même si les lignes de bus offraient systématiquement des correspondances successives aux deux tronçons, les passagers privilégiaient les stations plus modernes et les nouvelles rames de la Dan Ryan Branch à celle de la South Side Main Line. Rapidement, la capacité totale des quais fut exploitée afin de répondre à la demande croissante des passagers.
Le 4 janvier 1978, un chauffeur de la ligne Rock Island du Metra qui roule sous le viaduc de la Dan Ryan Branch à hauteur de 18th Street et de Clark Street, avertit la Chicago Transit Authority que le pont s’était fissuré à  plusieurs endroits. Le service fut immédiatement interrompu sur cette portion afin de pourvoir aux réparations nécessaires. Le service reprit deux semaines plus tard, le 17 janvier.
En juin 1981, un nouvel ascenseur a été mis en service à la station 79th qui devint par la même occasion la première station de la Dan Ryan Branch à être accessible aux personnes à mobilité réduite.
En 1993, lors de la grande réforme du réseau de la Chicago Transit Authority, il fut décidé que la connexion entre la Lake Branch et la Dan Ryan Branch via le Loop était déséquilibrée tant le nombre de passagers était supérieur de Cermak-Chinatown à 95th/Dan Ryan comparativement au tronçon entre Clinton et Harlem/Lake.
Il fut donc décidé de relier la Dan Ryan Branch au State Street Subway et à la North Side Main Line en direction de Howard tandis que la Lake Branch continue sur le Loop mais empruntent dorénavant la South Side Main Line. Le changement fut effectif pour les passagers à partir du 21 février 1993 grâce à un nouveau pertuis, le Cermak Portal dont les travaux ont duré de 1985 à 1990.
Néanmoins, ses stations avant-gardistes pour l’époque ont mal vieilli et la situation des stations peu protégées des éléments météorologiques  et de la pression automobile qui longe la ligne, furent trente ans après leur ouverture, dépassées et considérées comme trop froides par les passagers. Les structures en acier des toits étaient toutes rouillées et les planchers de béton se fissuraient en plusieurs endroits
Il fut donc décidé fin des années 1990 de lancer un projet de rénovation complète de la ligne en revenant à des matériaux plus traditionnels, moins froids et dont la durée de vie et l’efficacité était prouvée sur d’autres tronçons du métro de Chicago soumis à de fortes chaleur en été (40° de moyenne) et des hivers rudes (−15° de moyenne).
Le 17 avril 2004, les vastes travaux de réhabilitation de la Dan Ryan Branch débutent afin de remplacer les auvents, leurs quais mais aussi de reconstruire les entrées des stations et d’en rendre plusieurs accessibles aux personnes à mobilité réduite.
La Dan Ryan Branch fut réinaugurée fin 2006 bien que plusieurs travaux mineurs aient perduré jusque fin janvier 2007.

## Son prolongement jusque 130th Street
Elle sera prolongée au sud de 95th/Dan Ryan jusqu'à 130th Street. Le premier projet de prolongement de la ligne rouge, présenté en avril 2007, fournirait une nouvelle desserte dans le sud de Chicago en diminuant les temps de transit et en atténuant l'encombrement et la congestion au terminus actuel de 95th/Dan Ryan.
Les résultats du Preliminary Screen 2 ont été présentés lors d'une réunion publique le 3 décembre 2008 et l'éventail des options pour le projet a été réduit à trois possibilités : soit un bus à grande capacité soit deux voies possibles pour un prolongement de la ligne rouge sur un viaduc. Un itinéraire possible serait de suivre le Halsted Rail jusqu'à 127th Street avec des arrêts intermédiaires à 103rd Street, 111th Street, et la 119th street tandis que l'autre itinéraire consiste à suivre, à l'est, le UP Rail qui aurait son terminus à la 130th Street au croisement avec l'autoroute Ford Bishop avec des stations intermédiaires à 103rd Street, 111th Street et 115th Street.
L'étape suivante du processus d'analyse présenté les 3 et 4 juin 2009 a privilégié le deuxième itinéraire et les conclusions ainsi que le cahier des charges  sont attendus durant le premier trimestre 2010.
Les travaux doivent commencer au plus tard en 2013 et la nouvelle ligne sera opérationnelle en 2016.